# جيمس وايت (لاعب كرة قدم أمريكية)
جيمس وايت (بالإنجليزية: James White)‏ هو لاعب كرة قدم أمريكية أمريكي، ولد في 26 أكتوبر 1953 في هت سبرينغز في الولايات المتحدة.

## وصلات خارجية
- جيمس وايت (لاعب كرة قدم أمريكية) على موقع مرجع كرة القدم المحترفة.كوم (الإنجليزية)